# Републикански път III-2001
Републикански път IIІ-2001 е третокласен път, част от Републиканската пътна мрежа на България, преминаващ по територията на Русенска и Разградска област. Дължината му е 35,4 km.
Пътят се отклонява наляво при 33,2 km на Републикански път I-2 западно от село Писанец. Минава през селото, изкачва се на Лудогорското плато и се насочва на североизток. Минава последователно през градовете Ветово и Глоджево, навлиза в Разградска област и на 4 km югозападно от град Кубрат се свързва с Републикански път II-49 при неговия 67,8 km.
| Пътища, отклоняващи се надясно (населено място, № на пътя, посока на пътя) | km   | Пътища, отклоняващи се наляво (посока на пътя, № на пътя, населено място) |
| -------------------------------------------------------------------------- | ---- | ------------------------------------------------------------------------- |
| Община Ветово, Област Русе, I-2, 33,2 km ←                                 | 0,0  | ← 33,2 km, I-2, Област Русе, Община Ветово                                |
| с. Писанец                                                                 | 3,3  | с. Писанец                                                                |
| (за гр. Цар Калоян общински път ←                                          | 10,2 |                                                                           |
| (до 48,7 km на II-49) III-2302, 18,3 km, гр. Ветово ←                      | 11,4 | ← гр. Ветово, 18,3 km, III-2302 (от 12 km на II-23)                       |
|                                                                            | 17,2 | → общински път (за с. Смирненски)                                         |
| гр. Глоджево                                                               | 25,3 | ← гр. Глоджево, 26,4 km, III-2003 (от 62 km на I-2)                       |
| Община Кубрат, Област Разград                                              | 33,3 | Област Разград, Община Кубрат                                             |
| (от 233,2 km на I-4) II-49, 67,8 km →                                      | 35,4 | → 67,8 km, II-49 (до 46,5 km на II-21)                                    |